# 666 (Ángeles del Infierno)
666 is een album van Ángeles del Infierno.

## Inhoud
1. Dando por detrás
2. Estamos todos locos
3. 666
4. Si tú no estás aquí
5. Hoy por ti, mañana por mi
6. Todo marcha bien
7. Nada que perder
8. No me cuentes problemas
9. Vives en un cuento
10. ¿Dónde estabas tú?